# Анохин, Михаил Иванович
Михаил Иванович Анохин (18 мая 1938, Москва — 29 декабря 2019, там же) — российский учёный, доктор медицинских наук, профессор, писатель

. Автор более 150 научных трудов в области пульмонологии и физиологии, изобретатель, (12 изобретений). Авторские экспонаты, представленные в Павильоне «Здравоохранение» ВДНХ награждены 12 медалями.

## Биография
В 1961 году окончил 1-й Московский мединститут. В течение 40 лет после окончания института работает врачом-педиатром и научным работником.
Главный детский специалист по функциональной диагностике Москвы.
В 1986 году выиграл конкурс коротких рассказов на турецкую тему, объявленный радио Турции.
С 1980 года публицист, публикует научно-популярные и другие статьи и заметки в журналах «Химия и жизнь», «Врач» и в газетах «Литературная газета», «Московский художник», «Независимая газета» и «Вечерний клуб».
С 1990 года начал писать пьесы, рассказы и романы, которые публикуются с 2000 года.
Скончался 29 декабря 2019 года в Москве. Похоронен на Лианозовском кладбище.

## Работы
- Исаков Ю. Ф., Михельсон В. А., Анохин М. И. Оксигенотерапия и гипербарическая оксигенация у детей.- М.: Медицина, 1981. −224 с..
- М. И. Анохин Спирография у детей. — М.: Медицина, 2003. — 120 с.
- М. И. Анохин Компьютерная спирометрия у детей. — М.: Издательство «Бином». — 2012. — 104 с..
- М. И. Анохин, Северин А. Е., Щетинин М. Н. Гимнастика Стрельниковой: физиологические основы и результаты. Материалы Всероссийской конференции «Агаджаняновские чтения», — М.: 2018. с.44-45.
- Михаил Анохин. Пьеса «Театральная версия самоубийства Надежды Аллилуевой на 15-ю годовщину Октябрьской революции». Литературный интернет-журнал «Русский переплет» www. pereplet. ru, 8.7. 2000.
- Михаил Анохин. Кремлёвские тени. Рассказ. Сборник «Проза», Московская организация Союза Писателей России. М., 2000, с. 74-87.
- Михаил Анохин. Святой доктор. Очерк. Журнал «Берегиня». М., 2000, № 4.
- Михаил Анохин. Пьеса. Достоевский, бес и оптинские старцы. Литературный интернет-журнал «Русский переплет» www. pereplet. ru, 30.10.2002
- Михаил Анохин. Левой рукой. Чем и как благодарят врачей. Независимая газета. 11.12. 2007.
- Михаил Анохин. Кто был Иисус Христос по плоти? — Галилеянин. Сомнения и споры, 26.3.2008
- Михаил Анохин. Курносый ангел. Рассказ. Юность, 2011.
- Михаил Анохин. Ассирийский гороскоп. Исторический роман. — М.: Художественная литература. — 2011.
- Михаил Анохин. Три статьи, посвящённые «реабилитации» Т. Д. Лысенко как талантливого учёного и практика в Литературной газете 2009 № 11 и 23, 2015 № 5.
- Михаил Анохин. Иуда Искариот Литературная Россия. 2013, № 28.
- Михаил Анохин. Последние времена. Роман. Роман-газета. 2013, № 23.
- Михаил Анохин. Японская зажигалка. Рассказ. Наш современник. 2014. № 12.
- Михаил Анохин. Православие, самодержавие и «где уж нам уж выйти замуж». Рассказ. Литературный интернет-журнал «Русский переплет» www. pereplet. ru, 16.10.2019.